# Zur Geschichte der nominalen Declination im Slovenischen
„Zur Geschichte der nominalen Declination im Slovenischen“ (в превод История на именното склонение в словенския) е произведение на словенския лингвист Ватрослав Облак, отпечатано в пет части, в три поредни книжки на славистичното берлинско списание „Архив фюр славише филологи“ (XI – XIII) в 1888, 1890 и 1891 година. „Zur Geschichte der nominalen Declination im Slovenischen“ е важна книга в историята на словенската диалектология.

## История
Облак замисля написването на история на именното склонение на родния си език още в гимназията. Книгата е писана в 1887 – 1888 година, докато Облак е студент във Виена, предимно на базата на исторически извори. През следващите години Облак интензивно обикаля словенските земи и изучава словенските диалекти като стига до убеждението, че написването на историческа словенска граматика е възможно само след пълно изучаване на съществуващите диалекти. За този си труд Облак изцяло изследва историческите извори от XV – XVII век с изключение на Брижинските паметници, тъй като не му е ясна връзката им със старославянската литература и нейния език, като смята, че върху тях е възможно старославянско влияние.